# Alice Hellfeier
Alice Rebekka Hellfeier (* 29. Oktober 1993) ist eine deutsche Fußballspielerin.

## Karriere
Hellfeier begann beim  VfB Homberg mit dem Fußballspielen und wechselte 2006 in die Jugendabteilung des FCR 2001 Duisburg. Sie spielte bis ins Jahr 2010 in der U17-Mannschaft Duisburgs und rückte anschließend in die in der 2. Bundesliga spielenden zweiten Mannschaft auf. Für die Zweitvertretung bestritt sie insgesamt 68 Punktspiele in der Regional- und 2. Bundesliga, ihr erstes Tor gelang ihr am 31. Oktober 2010 (11. Spieltag) beim 3:0-Sieg im Auswärtsspiel gegen den  1. FFC Recklinghausen mit der 1:0-Führung in der zehnten Minute. Zu ihrem ersten Einsatz für die Duisburger Erstligamannschaft kam sie am 14. März 2012 (12. Spieltag) beim 6:1-Sieg im Auswärtsspiel gegen den 1. FC Lokomotive Leipzig. Hellfeier die in fünf Spielzeiten 61 Punktspiele für den FCR 2001 Duisburg und dessen Nachfolgeverein MSV Duisburg bestritt, verließ im Mai 2017 den Verein. Sie schloss sich mit Schwester Scarlett Anfang Juni dem in der Niederrheinliga vertretenen SV Budberg an.

## Persönliches
Ihre zwei Jahre ältere Schwester Scarlett war ebenfalls Fußballspielerin, zuletzt jedoch als Torhüterin.

## Erfolge
- Finalist Deutsche B-Juniorinnen-Meisterschaft 2009
- Länderpokal-Sieger 2009 (mit der Auswahlmannschaft des Fußballverbandes Niederrhein)[1]